# Lalabel, la niña mágica
Lalabel, La Niña Mágica  (魔法少女ララベル, Mahō Shōjo Raraberu) es un manga del género Mahō Shōjo escrito por Eiko Fujiwara y adaptado como serie de anime por Toei Animation.

## Transmisión
La serie de televisión fue transmitida en Japón desde el 15 de febrero de 1980 hasta el 27 de febrero de 1981. "Lalabel, La Niña Mágica" tuvo una duración de 49 capítulos de 30 minutos cada uno.
También fue transmitida en México por XHGC-TV Canal 5 entre 1985 a 1988 y en Chile por Televisión Nacional de Chile en el verano de 1987.
En Venezuela fue llevada al aire por Venezolana de Televisión Canal 8 entre los años 1985 y 1986.

## Argumento
Lalabel es una niña mágica poseedora de una varita mágica que vivía en el Mundo de la Magia y tiene un extraño gato llamado Vila como mascota. Una noche, al intentar impedir que el mago Biscus robara dos maletas llenas de objetos mágicos y huir al mundo de los humanos, Lalabell cae en un jardín de la hipotética ciudad de Hanamichi con una de las maletas y Biscus logra huir con la otra.
Durante su estadía en el mundo de los humanos Lalabel vive con los Tachibana (una pareja de ancianos) que la adoptan como si fuera su nieta, asiste a la escuela y tiene como amiga a Teko (nieta real de los Tachibana) y a Toko, una compañera de clases algo andrógina. Debe detener las malas acciones de Biscus, que junto con el señor Oshiba, un vendedor de tallarines flojo y torpe, quien quiere convertirse en el hombre más rico del mundo usando su magia. Al final del día, Lalabel escribe en su diario los proverbios que el abuelito Tachibana le enseña para comprender y vivir mejor en el mundo de los humanos.
Su frase mágica es "¡Belalula!" y la de su rival Biscus es "¡Zacarrácatelas!"

## Personajes
- Lalabel (魔法少女ララベル)

Seiyū: Mitsuko Horie
Es una joven bruja proveniente del Mundo de la Magia. Con su varita mágica y los objetos mágicos de su maleta, logra impedir las fechorías del Mago Biscus y su palabra mágica es "¡Belalula!".
- Biscus Korin (ビスカス高林)

Seiyū: Takashi Tanaka
Es un Mago tramposo que robó objetos del Mundo de la Magia con el objetivo de convertirse en el hombre más rico de la tierra. Su platillo favorito son los tallarines (ラーメン ) y su palabra mágica es "¡Zacarrácatelas!".
- Abuelos Tachibana (立花)

Son dos ancianos, Sakuzou Tachibana (立花作造) y Ume Tachibana (立花ウメ) quienes adoptan a Lalabel como su nieta, pues se han sentido solos desde que su nieta Teko se fue a vivir a su propia casa con sus padres.
- Teruko / Teko Takemura (竹村テルコ / テコ)

Seiyū: Noriko Tsukase
Es la nieta de los Abuelos Tachibana, se hace amiga de Lalabel al conocer su secreto mágico.
- Toshiko / Toko Matsumiya (松宮トシコ / トコトコ)

Seiyū: Minori Matsushima
Es el compañero de clases de Teko y Lalabel. Aunque en algunos episodios se le refiere como niño, en otros se le refiere como niña, su apariencia es andrógina. Su nombre, terminado en "ko" hace referencia a un nombre femenino. No cree en la magia y por eso no comparte el secreto de Lalabel, pero siempre está dispuesto a ayudarla como a su propia hermana.
- Shirou Ochiba (落葉積郎):

Seiyū: Shigeru Tsuji
Es el cómplice de las travesuras del Mago Biscus (a quien llama "Profesor"), es un vendedor de tallarines que hace mancuerna con Biscus para idear planes para hacerse ricos de forma fraudulenta.
- Sugitaro  (蓮根杉太郎):

Seiyū: Naoki Tatsuta
Es un niño de contextura gruesa, compañero de clases de Lalabel, Teko y Toko. Se destaca por ser bueno en los deportes, especialmente en el judo y el béisbol.

## Música
1. Hola Lalabel (ハローララベル)  - Tema de apertura - Letra: Akira Itou (伊藤アキラ), música: Izumi Taku (いずみたく), interpretada por Mitsuko Horie (堀江美都子).

2. La Hechicera del Amor (愛の魔法) Letra: Bushika Etsuko (武鹿悦子), música: Takeo Watanabe (渡辺岳夫), interpretada por Mitsuko Horie (堀江美都子).

3. La Cortina de mi Diario (私の日記帳) Letra: Yuuyake Usui (碓氷夕焼), música: Takeo Watanabe (渡辺岳夫), interpretada por Mitsuko Horie (堀江美都子).

4. ¡Viva Biscus! (ビバ! ビスカス) Letra: Yuuyake Usui (碓氷夕焼), música: Takeo Watanabe (渡辺岳夫), interpretada por Mitsuko Horie (堀江美都子).

5. Para Ti (あなたへ) Letra: Bushika Etsuko (武鹿悦子), música: música: Izumi Taku (いずみたく), interpretada por Mitsuko Horie (堀江美都子).

6. Marcha de Lalabel (ララベルマーチ) Letra: Akira Itou (伊藤アキラ), música: Masahisa Takeichi (武市昌久), interpretada por Mitsuko Horie (堀江美都子).

7. Mi Bello Pueblo (マイビューティフルタウン) Letra: Akira Itou (伊藤アキラ), música: Takeo Watanabe (渡辺岳夫), interpretada por Mitsuko Horie (堀江美都子).

8. Canción de la Primaria sakihana (咲花小学校スクールソング) Letra: Akira Itou (伊藤アキラ), música: Izumi Taku (いずみたく), interpretada por Mitsuko Horie (堀江美都子).

9. Amigos de la Misma Estrella (おなじ星のともだち) Letra: Bushika Etsuko (武鹿悦子), música: Masahisa Takeichi (武市昌久), interpretada por Mitsuko Horie (堀江美都子).

10. Lalabel, la Niña Hechicera (魔法少女ララベル) - Tema de cierre - Letra: Akira Itou (伊藤アキラ), música: Izumi Taku (いずみたく), interpretada por Mitsuko Horie (堀江美都子).